# Delphyre brunnea
Delphyre brunnea är en fjärilsart som beskrevs av Druce 1898. Delphyre brunnea ingår i släktet Delphyre och familjen björnspinnare. Inga underarter finns listade i Catalogue of Life.